# 104-я отдельная авиационная эскадрилья ВВС Балтийского флота
104-я отдельная авиационная эскадрилья ВВС Балтийского флота — воинское подразделение вооружённых сил СССР в Великой Отечественной войне.

## История
В документе "Сведения о состоянии и дислокации частей и аэродромов ВВС КБФ по состоянию на 9 июня 1941 года" не значится. 
Сформирована после начала войны на аэродроме Куммолово на базе 2-й и 3-й эскадрилий 2-го учебного резервного авиаполка КБФ в составе 16 И-16, 1 УТ-1, 1 У-2.  
Перелетела на аэродром Палдиски (Эстонская ССР). В боевых действиях с 30 июня по 20 октября 1941 года.
Совершает боевые вылеты в Прибалтике и Псковской области. С конца июля 1941 года действует на подступах к Ленинграду. Так, 30 июля 1941 года действует в районе Молосковицы, 31 июля 1941 года действует в районе Прилуга, 23 августа 1941 — в районе Низино, 9 сентября 1941 шестью самолётами ведёт разведку в районе Витино — Ропша, семью — штурмует войска противника в районе деревни Волосово — Выселки. 27 сентября 1941 года ведёт бои над Кронштадтом
В середине сентября 1941 года эскадрилья перелетела в Ленинград, базировалась сначала на Корпусном аэродроме, затем перебазировалась на Комендантский и Приютинский аэродромы.
20 октября 1941 года эскадрилья была расформирована, личный состав и самолёты вошли в состав 13-го истребительного авиационного полка ВВС Балтийского флота в качестве 3-й эскадрильи

## Полное наименование
104-я отдельная авиационная эскадрилья ВВС Балтийского флота

## Подчинение
| Дата            | Флот            | Армия | Корпус | Дивизия (бригада)                                             | Примечания |
| --------------- | --------------- | ----- | ------ | ------------------------------------------------------------- | ---------- |
| 22.06.1941 года | Балтийский флот | -     | -      | 61-я истребительная авиационная бригада ВВС Балтийского флота | -          |
| 01.07.1941 года | Балтийский флот | -     | -      | 61-я истребительная авиационная бригада ВВС Балтийского флота | -          |
| 10.07.1941 года | Балтийский флот | -     | -      | 61-я истребительная авиационная бригада ВВС Балтийского флота | -          |
| 01.08.1941 года | Балтийский флот | -     | -      | 61-я истребительная авиационная бригада ВВС Балтийского флота | -          |
| 01.09.1941 года | Балтийский флот | -     | -      | 61-я истребительная авиационная бригада ВВС Балтийского флота | -          |
| 01.10.1941 года | Балтийский флот | -     | -      | 61-я истребительная авиационная бригада ВВС Балтийского флота | -          |

## Командиры
- Охтень, Михаил Васильевич, майор